# Warr guitar

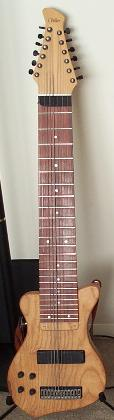
Warr guitar

Warr guitar je elektrický strunný hudební nástroj, vyráběný firmou Warr Guitars. Tuto kytaru vynalezl Mark Warr, podle něhož je také pojmenovaná.
Warr guitar se vzhledově podobá běžné kytaře, je však navržena pro obouruční tapping, která se používá u Chapman Sticku (nástroj má hudebník více svisle). Lze však na ni hrát i technikami běžnými u normálních kytar nebo baskytar (nástroj je v horizontální poloze). Existuje více variant Warr guitar s rozdílným počtem strun mezi sedmi a patnácti, kytara obsahuje zároveň melodické i basové struny.
Tato kytara není příliš rozšířená, používá se například v jazzu nebo metalu. Známými hráči na Warr guitar jsou Trey Gunn (ex-King Crimson), Markus Reuter, John Paul Jones, Adam Levin či Jared Melville.